# Bathygadus entomelas
Bathygadus entomelas är en fiskart som beskrevs av Gilbert och Hubbs 1920. Bathygadus entomelas ingår i släktet Bathygadus och familjen skolästfiskar. Inga underarter finns listade.